# رود سوخوبیزیارکا
رود سوخوبیزیارکا (انگلیسی: Sukhobizyarka) یک رودخانه در سرزمین پرم کشور روسیه است.